# Деветата вълна
„Деветият вал“ (на руски: Девятый вал) е сред най-известните картини на Иван Айвазовски, световноизвестен маринист и баталист от арменски произход.
Изобразява море, типично за картините на Айвазовски, след силна буря и хора, претърпели корабокрушение, опитващи да се спасят на отломки от мачта. Лъчите на яркото сутрешно слънце осветяват грамадните вълни.
Картината пресъздава невероятното величие и мощ на морската стихия и безпомощността на човека пред природата с нейните естествени закони. Топлите тонове правят морето да не изглежда толкова сурово и създават в зрителя надежда, че хората ще бъдат спасени.
Картината се съхранява в Руския музей.